# Afterschool
Pour les articles homonymes, voir After School (homonymie).
Pour plus de détails, voir Fiche technique et Distribution.
Afterschool est un film américain écrit, réalisé et monté par Antonio Campos et sorti le 2 octobre 2009.

## Synopsis
Robert (Miller) est étudiant, interne dans une école privée de la côte Est. Solitaire et totalement névrosé, il n’entretient que de superficiels rapports avec son colocataire trafiquant de drogue. Robert occupe la majorité de son temps à visionner des vidéos pornos. Vidéaste amateur également, c’est en effectuant des repérages dans les couloirs du campus qu’il filme par hasard la mort de deux étudiantes par overdose. Le proviseur (Stuhlbarg) demande à Robert de réaliser une vidéo hommage…

## Fiche technique
- Titre : Afterschool
- Réalisation : Antonio Campos
- Scénario : Antonio Campos
- Direction artistique : Kris Moran
- Décors : William Logan
- Costumes : Katie Akana
- Photographie : Jody Lee Lipes
- Son :
- Montage : Antonio Campos
- Musique : Gael Rakotondrabe
- Production : Victor Aaron, Sean Durkin, Josh Mond
- Société(s) de production : Borderline Films et Hidden St. Productions
- Société(s) de distribution :  : IFC Films
- Budget :
- Pays d’origine :  États-Unis
- Langue : Anglais
- Format : Couleurs - 35mm - 2.35:1 -  Son Dolby numérique
- Genre cinématographique : dramatique
- Durée : 106 minutes
- Date de sortie : 
  - France : 18 mai 2008 (Un certain regard)
  - Royaume-Uni : 2 octobre 2009

## Distribution
- Ezra Miller : Rob
- Jeremy Allen White : Dave
- Emory Cohen : Trevor
- Michael Stuhlbarg : M. Burke
- Addison Timlin : Amy
- David Costabile : M. Anderson
- Rosemarie DeWitt : Mlle. Vogel

## Analyse
Premier film d'Antonio Campos bourré de références à Frederick Wiseman, Gus Van Sant et Michael Haneke quand ce ne sont pas des plans revisités mais très nettement inspirés de Virgin Suicides et Elephant[réf. nécessaire].

## Réception critique
Afterschool reçoit des critiques positives. L'agrégateur Rotten Tomatoes rapporte que 78 % des 40 critiques ont donné un avis positif sur le film, avec une assez bonne moyenne de 6,5/10 . L'agrégateur Metacritic donne une note de 66 sur 100 indiquant des « critiques positives » .

## Distinctions
- 2009 : Prix spécial du jury (narration expérimentale) à Antonio Campos au Festival du film de Nashville.